# Comps-la-Grand-Ville
 Comps-la-Grand-Ville   es una población y comuna francesa, situada en la región de Mediodía-Pirineos, departamento de Aveyron, en el distrito de Rodez y cantón de Cassagnes-Bégonhès.

## Demografía
| 679 | 581 | 576 | 542 | 516 | 426 |
| Para los censos de 1962 a 1999 la población legal corresponde a la población sin duplicidades (Fuente: INSEE [Consultar]) |     |     |     |     |     |